# Киричук Сергій Володимирович
Сергі́й Володи́мирович Киричу́к (1989—2014) — молодший сержант Державної прикордонної служби України, учасник російсько-української війни.

## Життєпис
Народився 7 січня 1989 року в с.Бережці Любомльського району Волинської області (нині у складі Вишнівської ОТГ).
Закінчив Римачівську школу І—ІІІ ступенів 2006 року. Вступив на навчання до Оваднівського професійного ліцею за спеціальністю «Електромонтер з ремонту та обслуговування електроустаткування», який закінчив 2009 року. У серпні 2009 року навчався в центрі Державної прикордонної служби в м.Черкаси. У званні молодшого сержанта проходив службу на прикордонному пості «Новогрузьке».
Молодший інспектор прикордонної служби — водій відділення інспекторів з місцем дислокації «Новогрузьке» відділу прикордонної служби «Грабове» Луцького прикордонного загону Північного регіонального управління.
15 червня 2014 року був направлений в зону проведення антитерористичної операції.
Учасник бойових дій на сході України. Евакуйований 25 липня 2014-го до центральної районної лікарні міста Куйбишево Ростовської області РФ, помер від поранень — осколкове поранення в голову, якого зазнав у часі збройного нападу проросійських бойовиків на пункт пропуску «Маринівка».
Похований у Римачах. Не був одружений, дітей не мав.

## Нагороди та вшанування
2 серпня 2014 року — за особисту мужність і героїзм, виявлені у захисті державного суверенітету та територіальної цілісності України, вірність військовій присязі під час російсько-української війни, відзначений — нагороджений орденом «За мужність» III ступеня (посмертно).
- 14 жовтня 2014 року, у День Покрови Пресвятої Богородиці в Римачівській ЗОШ відкрито меморіальну дошку випускнику Сергію Киричуку
- його ім'ям названо вулицю в Римачах